# Azepindol
Azepindol (McN-2453) je triciklično jedinjenje sa antidepresivnim i antihipertenzivnim dejstvom. On je razvijen tokom kasnih 1960-tih, ali nije plasiran na tržište.